# Bisaltes pictus
Bisaltes pictus är en skalbaggsart som beskrevs av Stefan von Breuning 1940. Bisaltes pictus ingår i släktet Bisaltes och familjen långhorningar. Inga underarter finns listade.